# Ludwig von Heydwolff
Ludwig Florens August von Heydwolff (* 20. August 1807 in Soest; † 17. Februar 1885 auf Gut Germershausen) war ein preußischer Oberstleutnant und Abgeordneter des Kurhessischen Kommunallandtages des preußischen Regierungsbezirks Kassel.

## Leben
Ludwig von Heydwolff war ein Sohn des Gutsbesitzers und kurhessischen Hauptmanns Friedrich August von Heydwolff (1778–1858) und dessen erster Ehefrau Luise von Bockum-Dolffs (1785–1810). Er schlug die Offizierslaufbahn bei der Kavallerie der Preußischen Armee ein und stand zuletzt als Major und etatmäßiger Stabsoffizier im 4. Kürassier-Regiment in Münster. Am 12. Januar 1858 wurde er in Genehmigung seines Abschiedsgesuches als Oberstleutnant mit der Berechtigung zum Tragen der Regimentsuniform und mit Pension verabschiedet.
Als Vertreter der Althessischen Ritterschaft wurde er am 10. Oktober 1868 in den Kurhessischen Kommunallandtag des preußischen Regierungsbezirks Kassel gewählt, dem er bis 1871 angehörte.
Aus seiner am 12. Februar 1838 in Germershausen geschlossenen Ehe mit Josephine von Hanmann (1813–1877) gingen der preußische Generalleutnant Florens von Heydwolff (1839–1919) und der kurhessische Sekondeleutnant Albrecht von Heydwolff (1842–1866) hervor.
Heydwolff war Erbherr zu Germershausen und Oberweimar.